# Cancer johngarthi
Cancer johngarthi is een krabbensoort uit de familie van de Cancridae. De wetenschappelijke naam van de soort is voor het eerst geldig gepubliceerd in 1989 door Carvacho.